# أغورا (فالنسيا)
أغورا («The Agora») وتعني باليونانية القديمة ساحة دائرية بمثابة سوق كان المزارعون بأثينا يلتقون بها منذ عام 406 ق.م لكنها كانت أيضا مكانا لالتقاء الفلاسفة. 
أما أغورا فالنسيا فهي بناء حديث يقع في فالينسيا بأسبانيا وهي مساحة مغطاة متعددة الوظائف صممها سانتياغو كالاترافا في مجمع مدينة الفنون والعلوم، بفالنسيا، إسبانيا. يبلغ ارتفاع المبنى 70 متر (230 قدم) ومساحته 5000 م 2 مع منطقة أرضي مفتوحه تشبه القطع الناقص المدبب نصف صدفة بحر بحوالي 88 متر (289 قدم) بطول 66 متر (217 قدم) . وتتسع لـ 6075 شخصًا.

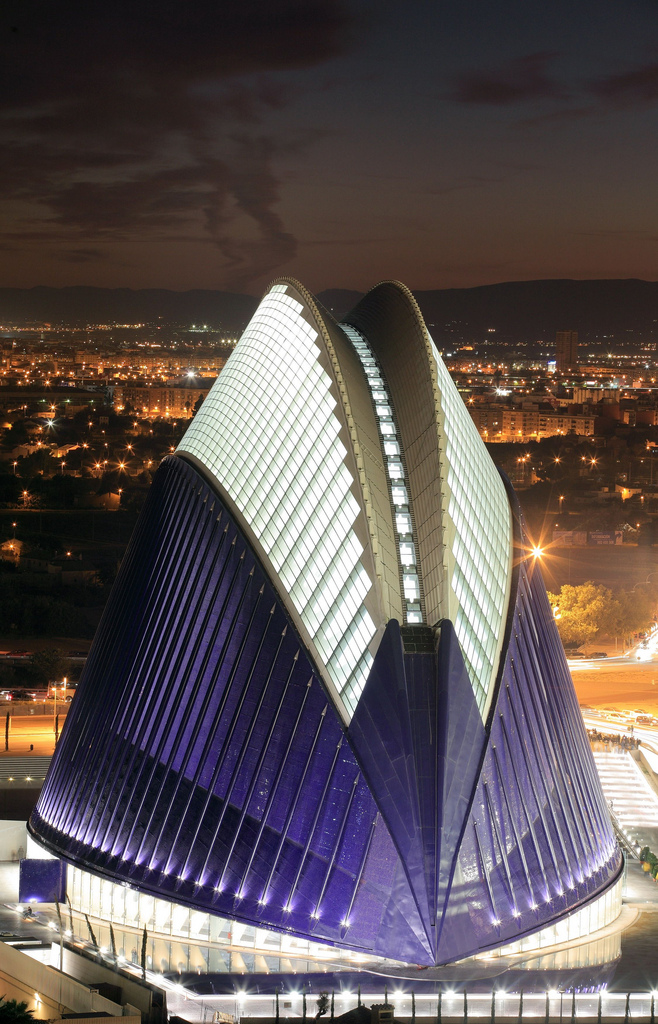
الأغورا سنة 2010

المبنى عبارة عن ساحة كبيرة شفافة، لها سقف زجاجي وهيكل متحرك للتحكم في الضوء الطبيعي العلوي. تضفي الأقواس العلوية البيضاء الطويلة المساحة عنصرًا معماريا فنيا، في حين أن الجزء الخارجي هندسي وتجريدي.

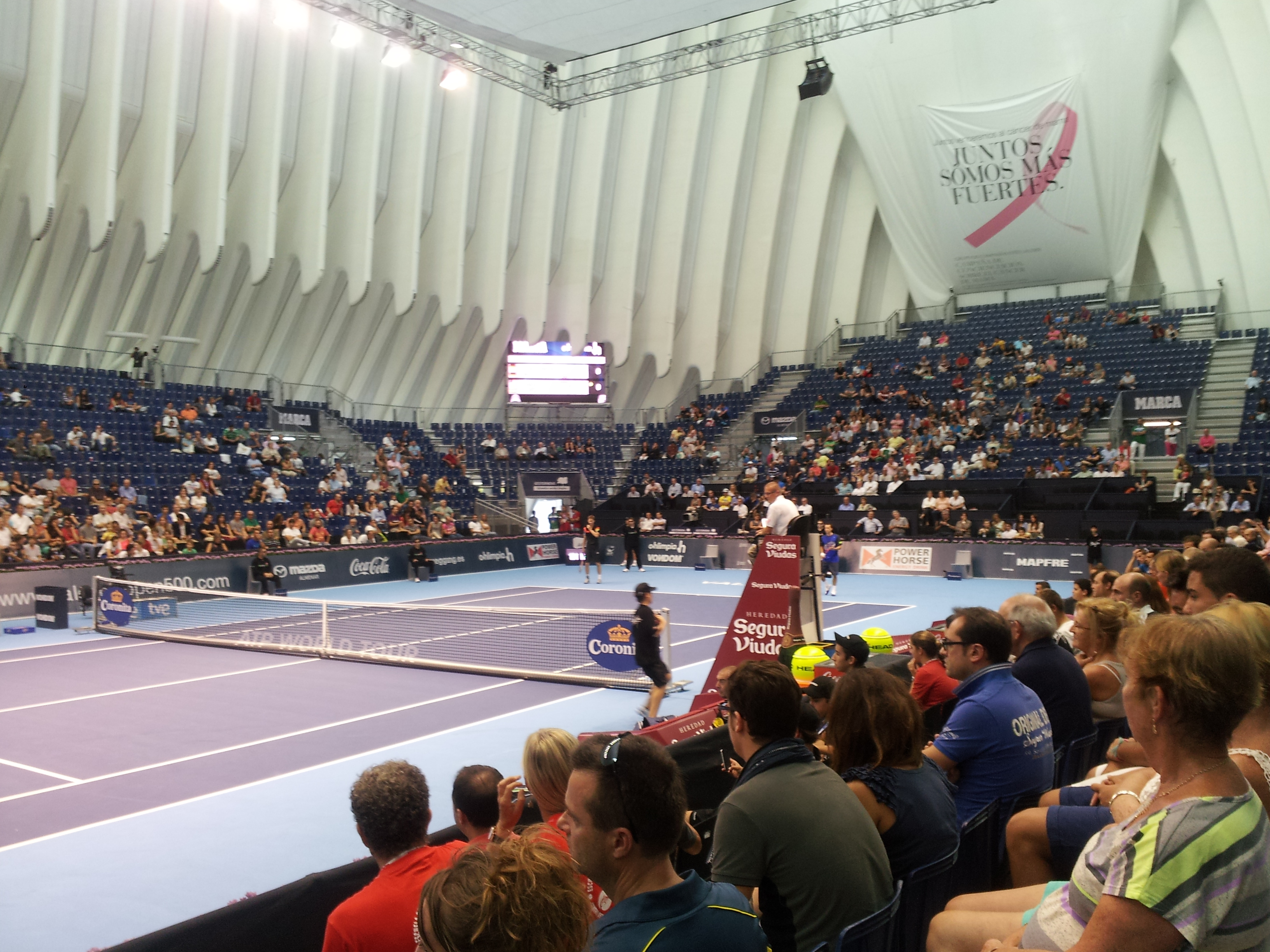
الأجورا الأسبانية، مع منافاسات التنس في 2013

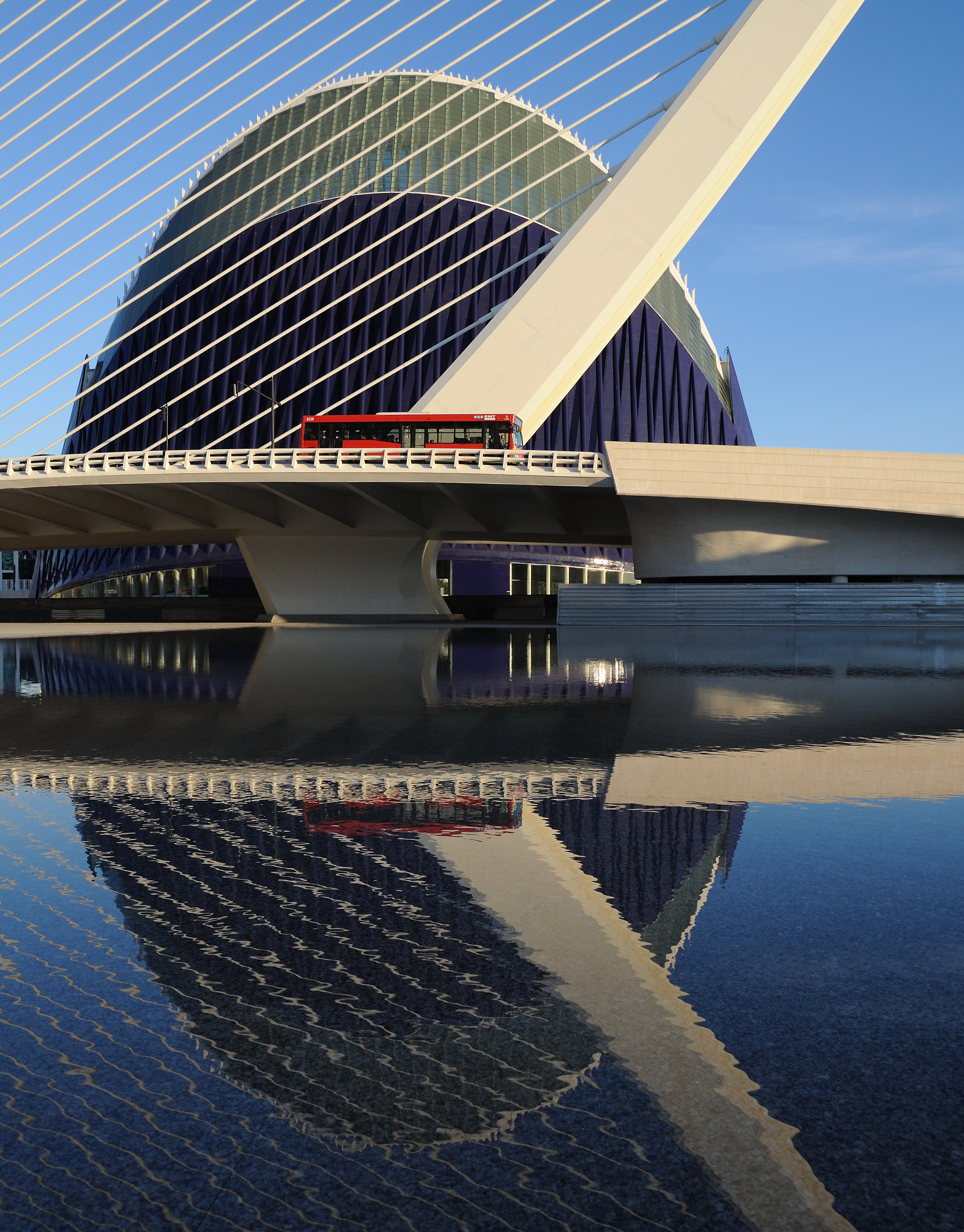
جسر عقد من ذهب هما جزءان من مجمع مدينة الفنون والعلوم في فالنسيا

تم افتتاح الأجورا الأسبانية رسميًا في نوفمبر 2009 لاستضافة بطولة فالنسيا المفتوحة على الرغم من أن أعمال البناء لم تتم بالكامل. استمرت بطولة فالنسيا المفتوحة تقام فيها لمدة ست سنوات وانتهت في عام 2015.

## منتدى كايكسا فالنسيا
في أوائل عام 2018، تم الإعلان عن الفائز في مسابقة معمارية خاصة لبناء منتدى كايكسا فالنسيا الجديدة داخل L'Àgora وهو المهندس المعماري الكاتالوني إنريك رويز جيلي سيقام منتدى كايكسا فالنسيا على مساحة 6500 متر مربع ليحتوي قاعتي عرض، وقاعة احتفالات بها 300 مقعد، وغرفتين متعددتي الأغراض، ومطعم -و بار، ومكتبة، ومساحة عائلية وتعليمية في المستوى الثاني.
ستوفر المساحة الجديدة معارض فنية ومؤتمرات وحفلات موسيقية وعروض وفعاليات اجتماعية وورش عمل تعليمية وأسرية وأنشطة لكبار السن.ومن المتوقع افتتاحه في أوائل عام 2021.

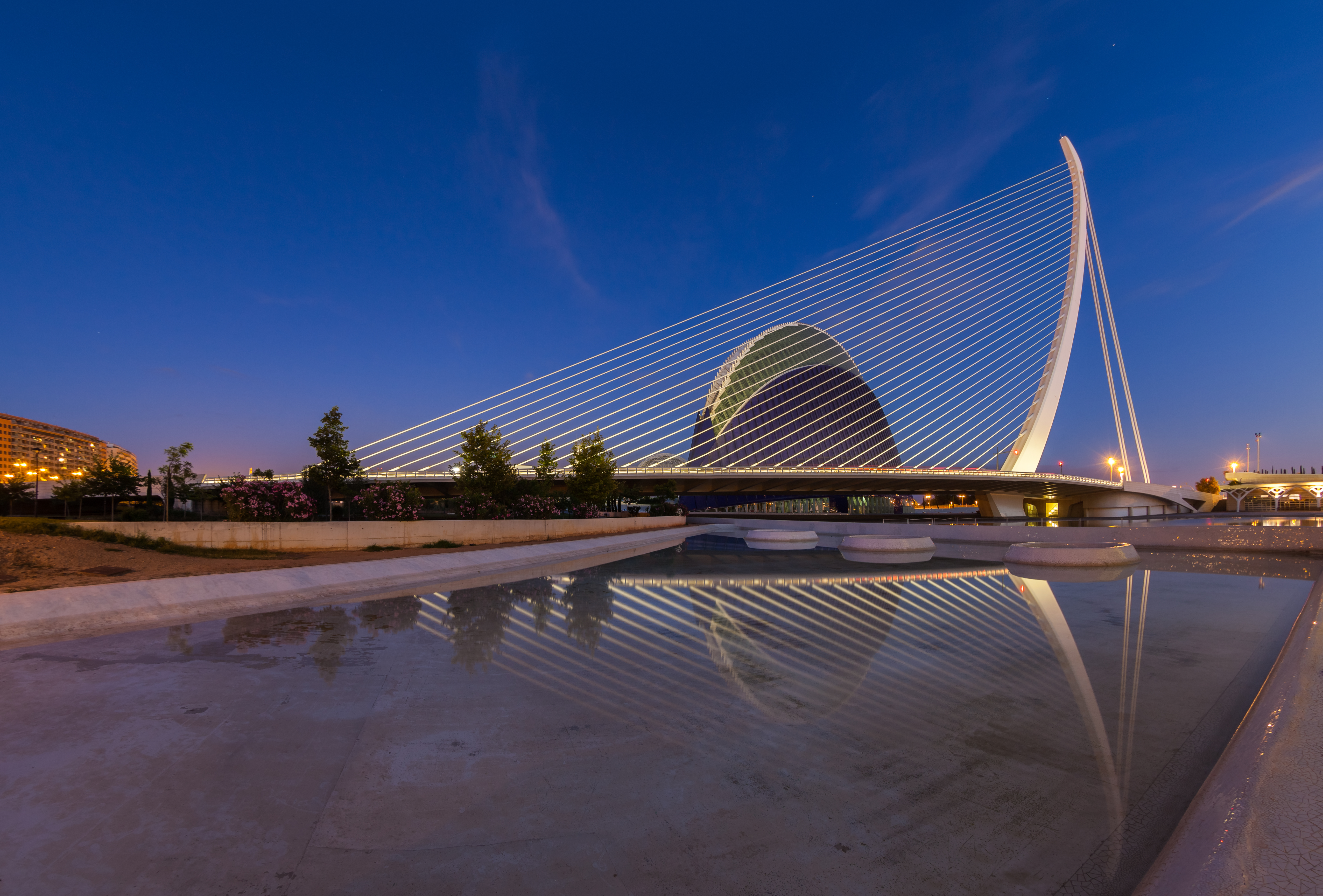
بجوار كوبرى اسوت دو لور

## روابط خارجية
- مدينة الفنون والعلوم، بفالنسيا (الموقع الرسمي)